# Кежки
Кежки (пол. Kierzki, нім. Hassenstein) — село в Польщі, у гміні Бані Мазурські Ґолдапського повіту Вармінсько-Мазурського воєводства.
Населення — 126 осіб (2011).
У 1975-1998 роках село належало до Сувальського воєводства.
В селі є українська громада — нащадки переселених під час операції «Вісла» з західноукраїнських земель (нині Підкарпатське воєводство).

## Демографія
Демографічна структура станом на 31 березня 2011 року:
|          | Загалом | Допрацездатний вік | Працездатний вік | Постпрацездатний вік |
| -------- | ------- | ------------------ | ---------------- | -------------------- |
| Чоловіки | 63      | 15                 | 40               | 8                    |
| Жінки    | 63      | 20                 | 32               | 11                   |
| Разом    | 126     | 35                 | 72               | 19                   |